# Florence Jebet Kiplagat
Florence Jebet Kiplagat (ur. 27 lutego 1987) – kenijska lekkoatletka specjalizująca się w biegach długich. 
Międzynarodową karierę zaczynała od wicemistrzostwa świata juniorów w biegu na 5000 metrów w roku 2006. W kolejnym sezonie wraz z koleżankami z reprezentacji zdobyła srebrny medal mistrzostw świata w biegu na przełaj. Wywalczyła dwa złote medale przełajowego czempionatu globu w 2009. Rywalizację w biegu na 10 000 metrów podczas mistrzostw świata w Berlinie (2009) ukończyła na dwunastym miejscu. W 2010 roku w Nanning – biegnąc drugi raz w karierze półmaraton – została mistrzynią świata na tym dystansie. Srebrna medalistka igrzysk Wspólnoty Narodów w Glasgow (2014).

## Osiągnięcia
| Rok  | Impreza                               | Miejsce | Konkurencja      | Lokata      | Wynik    |
| ---- | ------------------------------------- | ------- | ---------------- | ----------- | -------- |
| 2006 | Mistrzostwa świata juniorów           | Pekin   | bieg na 5000 m   | 2. miejsce  | 15:32,34 |
| 2007 | Mistrzostwa świata w biegu na przełaj | Mombasa | indywidualnie    | 5. miejsce  | 27:26    |
| 2007 | Mistrzostwa świata w biegu na przełaj | Mombasa | drużynowo        | 2. miejsce  |          |
| 2009 | Mistrzostwa świata w biegu na przełaj | Amman   | indywidualnie    | 1. miejsce  | 26:13    |
| 2009 | Mistrzostwa świata w biegu na przełaj | Amman   | drużynowo        | 1. miejsce  |          |
| 2009 | Mistrzostwa świata                    | Berlin  | bieg na 10 000 m | 12. miejsce | 31:30,85 |
| 2010 | Mistrzostwa świata w półmaratonie     | Nanning | indywidualnie    | 1. miejsce  | 1:08:24  |
| 2010 | Mistrzostwa świata w półmaratonie     | Nanning | drużynowo        | 1. miejsce  |          |
| 2014 | Igrzyska Wspólnoty Narodów            | Glasgow | bieg na 10 000 m | 2. miejsce  | 32:09,48 |

## Rekordy życiowe
- Bieg na 10 000 metrów – 30:11,53 (2009) rekord Kenii
- Bieg na 15 kilometrów – 46:14+ (2015) były rekord świata
- Bieg na 20 kilometrów – 1:01:54+ (2015) były rekord świata
- Półmaraton – 1:05:09 (2015) były rekord świata